# ヴェルピライ・プラバカラン
ヴェルピライ・プラバカラン（タミル語: வேலுப்பிள்ளை பிரபாகரன்、シンハラ語: වේලුපිල්ලෙයි ප්‍රභාකරන්、1954年11月26日 - 2009年5月18日？）は、スリランカのタミル人活動家。スリランカからの分離独立を図り、シンハラ人政府に対して武装闘争を行ったタミル・イーラム解放のトラ (LTTE) の指導者。長男は同じくLTTEの空軍参謀長を務めたチャールズ・アンソニー・プラバカラン（死亡）。

## 人物
ヴェルピライ・プラバカランは、タミル人が居住するジャフナ半島、北部沿岸の小都市ヴェリヴチットフライに生まれた。四男。中学校では、極普通の中学生だった。彼は内気で、読書を非常に愛した。数少ないインタビューにおいて、ナポレオン・ボナパルトとアレクサンドロス3世（大王）について様々な書物を読んだと語っている。
青年時代、タミル人差別を目にし、これに憤慨した。当時、多くのタミル人は、一定の教育を許されず、政治的ポストを与えられず、権威ある仕事を拒絶されていた。彼はタミル人の政治集会を訪れ、戦争術を勉強し始めた。
間もなく、彼はタミル人抵抗運動の中心人物となり、言葉を実行に移した。1975年、彼はジャフナ市長の暗殺で起訴された。これは、彼が実行した最初の暗殺の1つだった。プラバカランは、タミル人テロリズムの源流とされ、LTTEが組織した重要な暗殺の立案者であるとされている。
ジャフナ市長の暗殺は、彼が起訴されている唯一の暗殺ではない。インド当局は、彼を1991年のラジーヴ・ガンディー首相暗殺の組織者と呼んでいる。ガンディーは、プラバカランが個人的に教育したとされる自爆テロにより暗殺された。動機としては、1980年代中盤のインド軍のスリランカ駐留に反対していたからだとされる。
2009年5月18日、包囲網を敷いたスリランカ軍によって追い詰められたプラバカランは同国北部の戦闘地域からLTTE幹部2人と救急車で逃亡しようとしたが、軍特殊部隊により3人とも殺害されたと報じられた。長男のチャールズ・アンソニー・プラバカランも包囲網突破を図って軍に射殺されている。翌19日、LTTEの在外機関がウェブサイトにてプラバカラン存命を主張したが、軍は直後に遺体の映像を公開しこれを否定した。軍によると、遺体は19日、潟湖の岸で発見されたということだが、死亡時の具体的状況については言及していない。24日には、LTTEの国際関係部門のトップが議長の死亡を公式に認めたが、17日に死亡したとしている。

## 評価
プラバカランは、支持者からはシンハラ人の迫害からの解放者と呼ばれ、シンハラ人からは人命の価値を無視する獣と呼ばれていた。
LTTEのビラ、出版物及びインターネット・サイトは、彼を讃える祝辞や歌に満ちているもので、熱狂的な支持者は、彼が青酸入りカプセルを首にかけ、捕虜となる恐れがある場合、それを飲むだろうと語っていた。
プラバカランは、大胆かつ無慈悲なゲリラ指導者の評判を得ており、彼の指導の下、LTTEは、規律正しく、高度に組織されたゲリラ戦力となったと言われる。インドの軍事アナリストは、LTTEについて、スリランカ軍が軍事的に勝利することは極めて困難で、もしかすると不可能かも知れないと語っていたが、政府軍の攻勢で2009年1月、キリノッチやムッライッティーヴーなど、主要拠点が陥落し、AFP通信などによると、プラバカランは国外に逃亡したという説もあった。
彼は、ジャーナリストのインタビューに滅多に応じず、人気を得るためにプレスを利用しなかった。これは、西側文化への嫌悪、戦争以外のことへの無関心、自分への神秘性の付与、暗殺の回避等のためだからだとされる。
ノルウェーが仲介した停戦合意や連邦制を導入することによる和平プロセスに対して、真剣に取り組まなかったとされており、2003年に面会した明石康に対して「タミル人は常に差別、迫害の対象だった」と語り、国土の分離独立を頑なに主張。これに対して明石康は「政治的センスが欠けている印象を受けた」と語っている。